# Col du Grimsel
Le col du Grimsel (Grimselpass en allemand) est un col de Suisse situé à 2 164 mètres d'altitude. Il relie Innertkirchen dans le Haslital (canton de Berne) à Gletsch (canton du Valais).

## Géographie

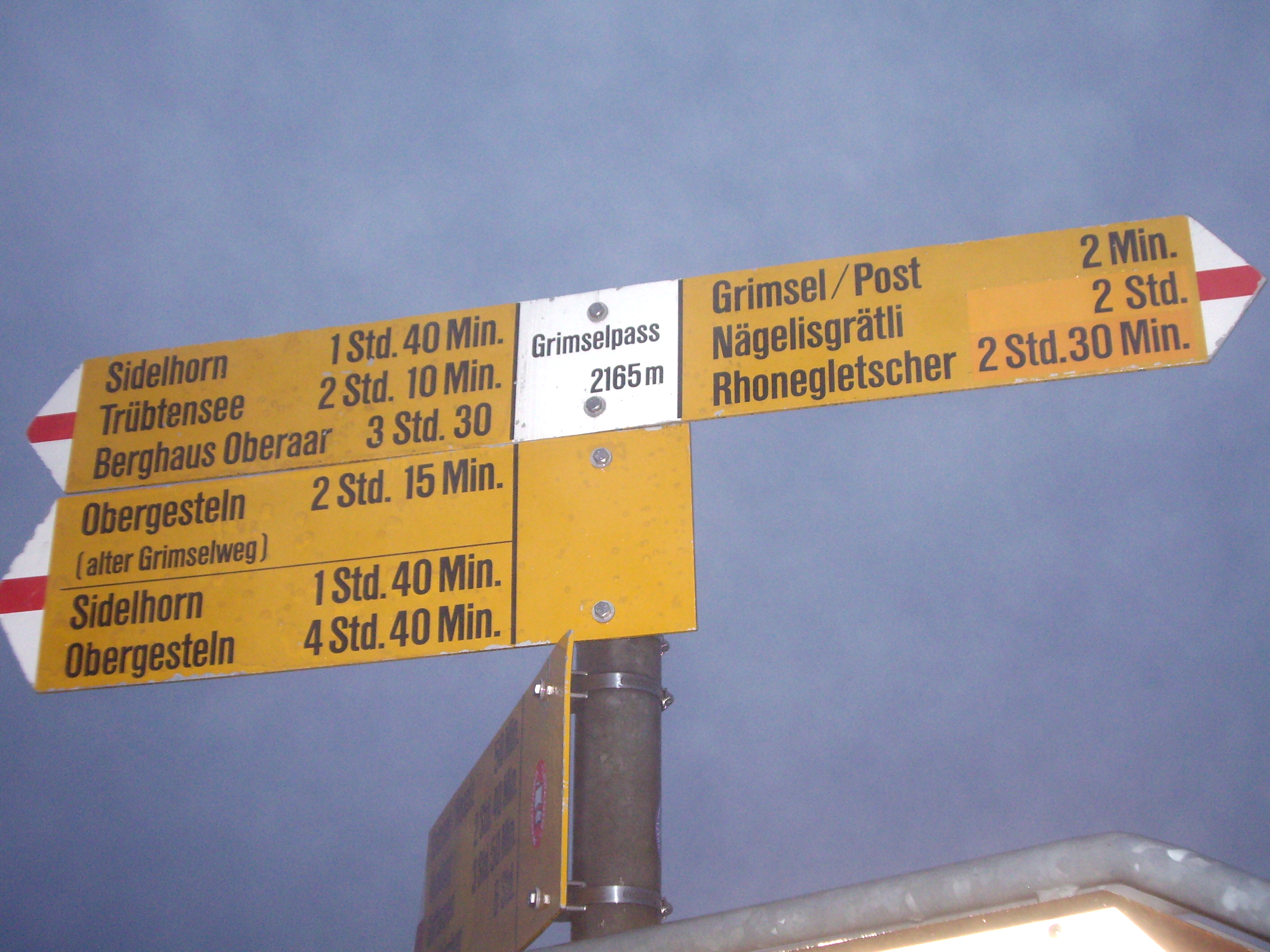
Panneaux au col.

Le col est sur la ligne de partage des eaux entre le Rhin et le Rhône. Il est globalement axé nord-sud, la rampe nord est plus longue et s'étale dans la vallée supérieure de l'Aar sur la commune de Guttannen. La rampe sud débute à Gletsch (commune d'Oberwald) qui est également le point de départ du col de la Furka.
La partie nord de ce col est située dans la vallée de l'Aar, deux lacs de barrage jouxtent la route d'accès au col :
- le Räterichsbodensee
- le Grimselsee (1 908 m) qui se trouve dans la continuité de l'Unteraargletscher, un glacier qui se situe du côté bernois, et longe la frontière avec le Valais non loin du Finsteraarhorn.

La route, ouverte en 1894, a une longueur de 33 kilomètres et une déclivité de 10 %. Un hospice fut également bâti au col.

## Histoire
L'expansion de la piste muletière en une route a eu lieu relativement tard par rapport aux autres cols suisses. La nouvelle route a été achevée en 1894. À la suite de la construction des centrales hydroélectriques par Kraftwerke Oberhasli AG dans cette zone, la route a été agrandie entre 1920 et 1950 et partiellement reconstruite.
Pendant plusieurs décennies, il y a eu de fréquentes chutes de pierres sur la route du col du Grimsel entre Innertkirchen et Guttannen. Parfois, l'interdiction de circuler de nuit était en vigueur dans cette zone et le trafic était détourné via Understock. Parce qu'un affleurement rocheux appelé Chapf est entré dans une position instable à 900 m en amont de la route, les autorités fédérales ont décidé de dynamiter la roche de manière contrôlée. Le 4 octobre 2001, le Chapf a été emporté après des mois de forage. Avec 150 000 m3 de roche détachée, il s'agissait de la plus grande explosion de Suisse à ce jour.

## Climat
| Mois                                | jan. | fév. | mars | avril | mai  | juin | jui. | août | sep. | oct. | nov. | déc. | année |
| ----------------------------------- | ---- | ---- | ---- | ----- | ---- | ---- | ---- | ---- | ---- | ---- | ---- | ---- | ----- |
| Température minimale moyenne (°C)   | −8   | −8,4 | −6,4 | −3,4  | 1,1  | 4,2  | 6,6  | 6,7  | 4,1  | 1,4  | −3,6 | −6,8 | −1    |
| Température moyenne (°C)            | −5   | −5,4 | −3,3 | −0,6  | 4    | 7,5  | 10   | 9,9  | 6,9  | 4    | −1,2 | −4   | 1,9   |
| Température maximale moyenne (°C)   | −2,1 | −2,2 | −0,2 | 2,5   | 7,6  | 11,4 | 14   | 13,7 | 10,4 | 7,5  | 1,6  | −1,1 | 5,3   |
| Ensoleillement (h)                  | 71   | 93   | 117  | 105   | 128  | 151  | 173  | 163  | 134  | 114  | 63   | 58   | 1 371 |
| Précipitations (mm)                 | 198  | 170  | 184  | 150   | 154  | 133  | 130  | 134  | 128  | 120  | 174  | 181  | 1 856 |
| Nombre de jours avec précipitations | 12,1 | 11,6 | 14,9 | 13,3  | 14,5 | 14,4 | 13,6 | 13,7 | 11,3 | 10,8 | 11,9 | 12,8 | 154,9 |
| Humidité relative (%)               | 66   | 68   | 73   | 76    | 75   | 76   | 75   | 76   | 76   | 70   | 71   | 67   | 72,4  |

La valeur maximale de la température moyenne en janvier a été atteinte en 2020 à −1,4 °C, battant le précédent record de 1989 (−1,7 °C).

## Activités

### Recherche scientifique

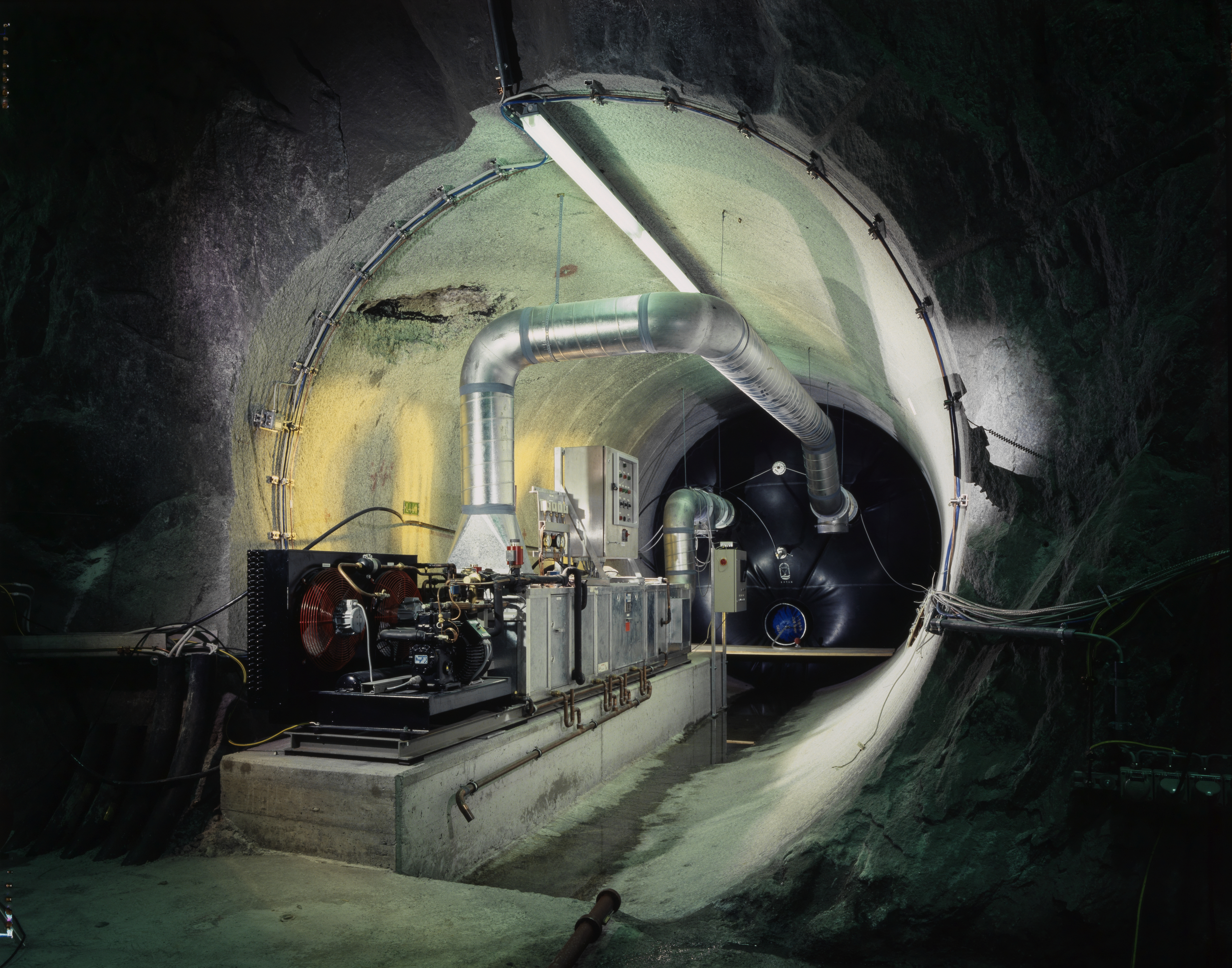
Vue d'une des galeries du laboratoire, avril 1985

Un laboratoire souterrain, à 450 mètres de profondeur sous le pic du Juchlistock, a été construit en 1983,. Des recherches y sont menées par la Nagra sur le stockage des déchets radioactifs en couche géologique profonde.

### Cyclisme
Le col du Grimsel est parfois gravi lors de courses cyclistes. Il a par exemple figuré dix fois au programme du Tour de Suisse : 1937, 1953, 1956, 1962, 1973, 1986, 1996, 2002, 2007 et 2011. En 2007, l'arrivée d'une étape y est jugée avec la victoire de Vladimir Gusev devant Christopher Horner et Andreas Klöden.